# Suède au Concours Eurovision de la chanson 1969
La Suède a participé au Concours Eurovision de la chanson 1969 à Madrid, en Espagne. C'est la 11e participation de la Suède au Concours Eurovision de la chanson.
Le pays est représenté par Tommy Körberg et la chanson Judy, min vän, sélectionnés par Sveriges Radio (SR) au moyen d'une finale nationale.

## Sélection

### Melodifestivalen 1969
Le radiodiffuseur suédois, Sveriges Radio, organise la 10e édition du Melodifestivalen, pour sélectionner la chanson et l'artiste représentant la Suède au Concours Eurovision de la chanson 1969,.
La finale nationale suédoise, présentée par Pekka Langer (sv), a lieu le 1er mars 1969 au Cirkusteatern à Stockholm.

#### Finale
Dix chansons ont participé à cette sélection et sont toutes interprétées en suédois, langue nationale de la Suède.
Lors de cette sélection, c'est la chanson Judy, min vän interprétée par Tommy Körberg qui fut choisie. Le chef d'orchestre sélectionné pour la Suède à l'Eurovision 1969 est Lars Samuelson (en).

## À l'Eurovision
Chaque pays a un jury de dix personnes. Chaque juré attribue un point à sa chanson préférée.

### Points attribués par la Suède
| 5 points | Royaume-Uni            |
| 2 points | Monaco                 |
| 1 point  | France Irlande Norvège |

### Points attribués à la Suède
| 10 points | 9 points | 8 points             | 7 points | 6 points              |
| --------- | -------- | -------------------- | -------- | --------------------- |
|           |          |                      |          |                       |
| 5 points  | 4 points | 3 points             | 2 points | 1 point               |
|           |          | - Finlande - Norvège |          | - Pays-Bas - Portugal |

Tommy Körberg interprète Judy, min vän en 8e position lors de la soirée du concours, suivant Monaco et précédant la Finlande.
Au terme du vote final, la Suède termine 9e — à égalité avec l'Allemagne — sur les 16 pays participants, ayant reçu 8 points au total de la part de quatre pays,.